# Niewiary (sielsowiet Krzywicze)
Niewiary (biał. Няверы, ros. Неверы) – wieś na Białorusi, w obwodzie mińskim, w rejonie miadzielskim, w sielsowiecie Krzywicze.

## Historia
W czasach zaborów wieś w gminie Krzywicze, w powiecie wilejskim, w guberni wileńskiej Imperium Rosyjskiego. W 1865 roku liczyła 8 dusz rewizyjnych.
W latach 1921–1945 wieś leżała w Polsce, w województwie wileńskim, w powiecie wilejskim, w gminie Krzywicze.
Według Powszechnego Spisu Ludności z 1921 roku zamieszkiwały tu 122 osoby, 100 było wyznania rzymskokatolickiego a 22 mahometańskiego. Jednocześnie wszyscy mieszkańcy zadeklarowali polską przynależność narodową. Były tu 24 budynki mieszkalne. W 1931 w 34 domach zamieszkiwało 169 osób.
Wierni należeli do parafii rzymskokatolickiej w Budsławiu. Miejscowość podlegała pod Sąd Grodzki w Krzywiczach i Okręgowy w Wilnie; właściwy urząd pocztowy mieścił się w Krzywiczach.
W wyniku napaści ZSRR na Polskę we wrześniu 1939 miejscowość znalazła się pod okupacją sowiecką. 2 listopada została włączona do Białoruskiej SRR. Od czerwca 1941 roku pod okupacją niemiecką. W 1944 miejscowość została ponownie zajęta przez wojska sowieckie i włączona do Białoruskiej SRR.
Od 1991 w składzie niepodległej Białorusi.